# Oculus Rift S
Oculus Rift S — гарнитура виртуальной реальности, совместно разработанная Lenovo Technologies и Facebook Technologies — подразделением Meta Platforms.
Анонсированный в марте 2019 года и выпущенный в мае того же года, он является преемником оригинальной модели Oculus Rift CV1 с известными изменениями, включая новую систему отслеживания местоположения «наизнанку» с камерами, встроенными в гарнитуру (аналогично её родственному устройству Oculus search), дисплей с более высоким разрешением и новый подголовник «halo».
Rift S получил неоднозначные отзывы: критики высоко оценили повышение комфорта и простоты настройки благодаря ремешку halo и новой системе слежения, но охарактеризовали Rift S как постепенное обновление, по сравнению с CV1 и отметили такие недостатки, как более низкая частота обновления и отсутствие аппаратных настроек для взаимодействия зрачков на расстоянии.

## Разработка
В июне 2015 года соучредитель Oculus VR Палмер Лаки сообщил, что Oculus уже работает над приёмником оригинального Rift и планирует выпустить его примерно через 2-3 года после первоначального выпуска Rift. Гарнитура будет иметь экран с более высоким разрешением и отслеживание наизнанку, а также позволит использовать масштаб помещения.
В октябре 2018 года соучредитель Oculus VR и бывший генеральный директор до 2016 года Брендан Айрайб покинул Oculus VR, предположительно из-за того, что обе части имели «принципиально разные взгляды на будущее Oculus, которые со временем углубились». Айрайб хотел обеспечить комфортный опыт виртуальной реальности, конкурентоспособный на высоком уровне, конечный рынок, в то время как руководство Oculus стремилось снизить барьер для входа в VR-игры. Марк Цукерберг, генеральный директор материнской компании Oculus Facebook, Inc., неоднократно заявлял, что цель Oculus — привлечь миллиард пользователей в виртуальную реальность. Говорили, что Айрайб курировал разработку второго поколения Oculus Rift, которая была отменена за неделю до его ухода.

## Программное обеспечение
Все существующее и будущее программное обеспечение, совместимое с Oculus Rift, поддерживается Rift S. Oculus Store также поддерживает перекрестные покупки между Oculus Quest и PC для игр, выпущенных на обеих платформах.

## Отзывы
Rift S получил неоднозначные отзывы. The Verge считает, что система Insight «легко подходит для старых камер видеонаблюдения Rift» и помогла упростить настройку, а ремешок halo был более удобным, чем у Oculus Quest, но некоторые другие изменения были снижены по сравнению с предыдущей моделью и Quest, включая замену наушников с направленным динамиком, отсутствие аппаратных настроек IPD и экран, разрешение которого лишь немного выше, чем у Rift CV1, но ниже, чем у Oculus Quest.